# Graham Godfrey
Graham Godfrey (né le 9 août 1984 à Tampa, Floride, États-Unis) est un lanceur droitier des Ligues majeures de baseball jouant avec les Red Sox de Boston.

## Carrière
Graham Godfrey est drafté en 34e ronde par les Blue Jays de Toronto en 2006. Le 18 novembre 2007, les Blue Jays échangent deux de leurs lanceurs des ligues mineures, Godfrey et Kristian Bell, pour obtenir des Athletics d'Oakland le joueur d'arrêt-court Marco Scutaro.
Godfrey poursuit sa carrière en ligues mineures dans l'organisation des Athletics. Il fait bien en début d'année 2011, alors qu'il remporte sept de ses huit premières décisions avec les River Cats de Sacramento, le club-école de niveau AAA des Athletics dans la Ligue de la côte du Pacifique. Il montre de plus une excellente moyenne de points mérités de 2,50 après 50 manches et un tiers lancées pour cette équipe lorsque le club d'Oakland fait appel à lui pour la première fois.
Il fait ses débuts dans les majeures alors qu'il est le lanceur partant d'Oakland lors du match du 10 juin 2011 contre les White Sox de Chicago. Il remporte sa première victoire dans les majeures à son second départ le 17 juin contre les Giants de San Francisco. Il joue 5 parties pour Oakland en 2011, dont une dernière comme lanceur de relève, et présente un dossier d'une victoire, deux défaites et une moyenne de points mérités de 3,96.
En 2012, il effectue quatre départs et ajoute une sortie en relève. Il perd ses quatre décisions et sa moyenne de points mérités s'élève à 6,43. Il est échangé aux Red Sox de Boston le 7 décembre 2012 pour compléter une transaction qui avait envoyée à Oakland le lanceur droitier Sandy Rosario.